# Milan Tošnar
Milan Tošnar (27. února 1925 Brno – 15. června 2016 Praha) byl český atlet, trenér a sportovní funkcionář. Byl to první československý běžec na 110 metrů překážek, který překonal hranici 15 sekund. Mnohonásobný reprezentant Československa, medailista z mezinárodních univerzitních soutěží.

## Život
Narodil se 27.2.1925 ve Starém Lískovci u Brna, v rodině legionáře (Ferdinand Tošnar) z I. světové války, pozdějšího úředníka Legiobanky a učitelky obecné školy (Božena Tošnarová, roz. Putnová). Zde společně s mladšími sourozenci, sestrou Danou (1926–1999) a bratrem Pavlem (1933, 2. na mistrovství Československa 1960 v desetiboji), stráví dětství. Už za studentských let se stává členem jazzového orchestru Rudyho Rodena (smyšlené jméno), kde vystupuje jako kytarista a zpěvák. Za války vystupovali ve Starém Lískovci a v okolních vesnicích. Maturoval na brněnském gymnasiu v roce 1944. Vzhledem k tomu, že byly uzavřeny vysoké školy, nastoupil na rok k brněnské vlakové poště. Uplatnil zde znalost tehdy nezbytné němčiny, kterou se naučil na gymnasiu spolu s francouzštinou. Pro cizí řeči měl vlohy, později zvládl ruštinu a angličtinu. Znalost jazyků využíval i v mnohem pozdějších letech jako sportovní funkcionář a delegát.
Po válce zahájil vysokoškolské studium na Pedagogické fakultě Masarykovy univerzity, které zdárně ukončil na jaře 1950. V té době již byl znám jako velmi úspěšný sportovec. V roce 1950 uzavírá sňatek se Zdenkou Petrovou (1927–2001) - atletka, mistryně Československa 1946 ve štafetě na 4 × 100 m za Sokol Brno I, která je mu po boku následujících 51 let. V roce 1952 se stává otcem, narodil se jim syn Libor. Po vojenské základní službě se stěhuje v roce 1951 z Brna do Prahy, kde na Smíchově pak stráví 65 let. V roce 1961 úspěšně obhajuje kandidátskou dizertační práci na Karlově univerzitě v Praze a v roce 1962 vydává společně s Otakarem Šťastným metodickou publikaci Překážkové běhy. A o rok později samostatně metodickou příručku Rozestavné běhy (Atletika do kapsy ; Sv. 6).

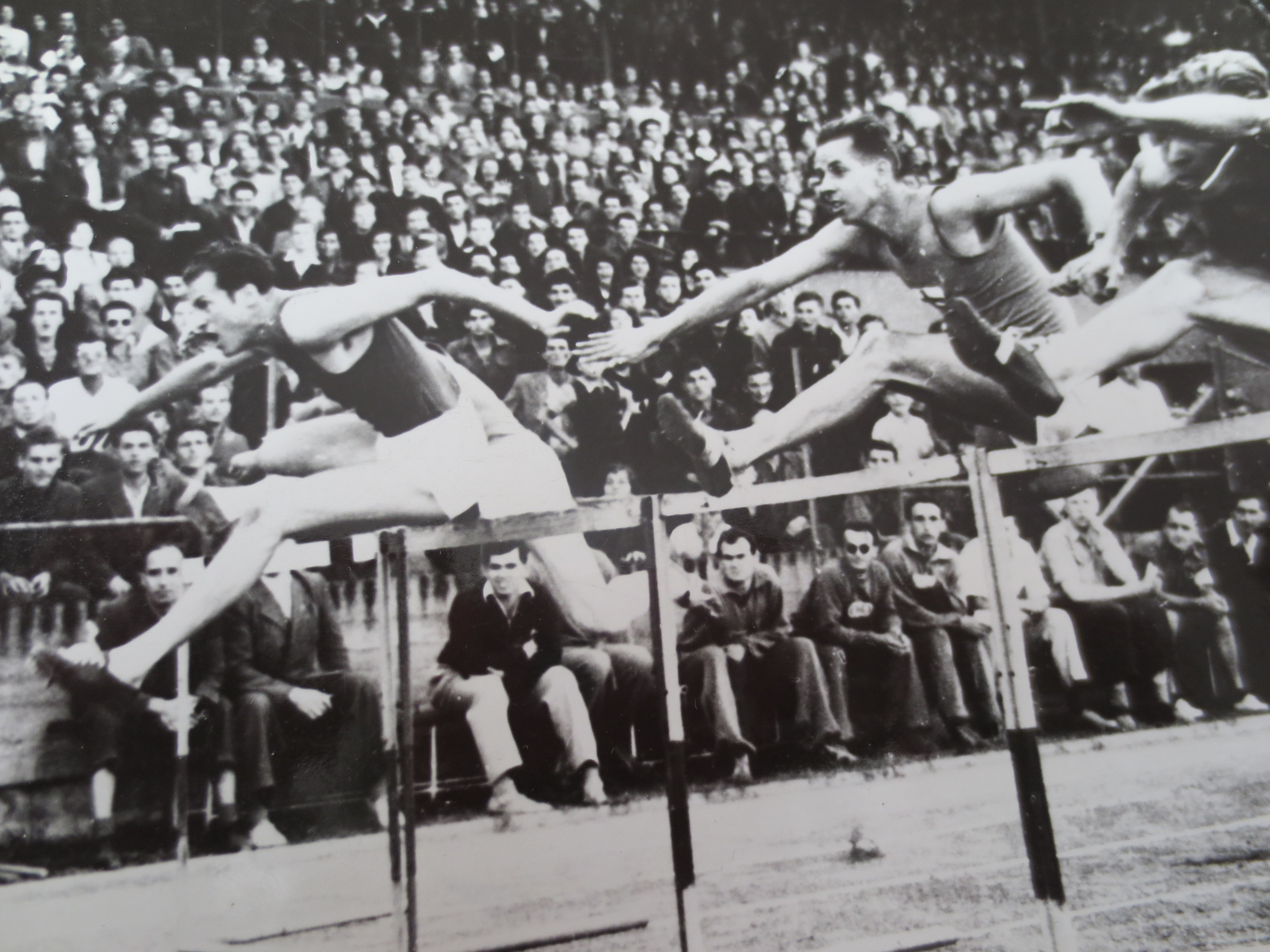
Milan Tošnar (první zleva) vítězí na 110 m překážek v čase 14,9 v Praze 29. 8. 1950 (ČSR–Finsko)

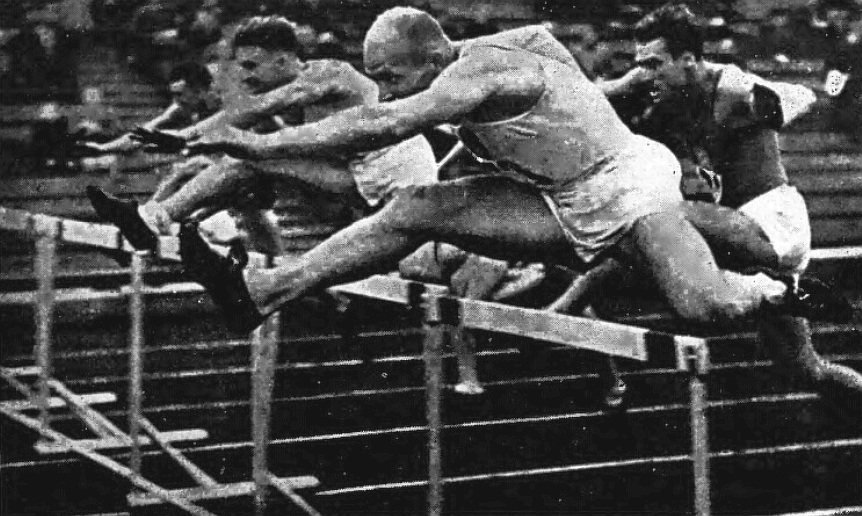
Na 110 m př. zvítězil Jevgenij Bulančik (14,4 s uprostřed snímku) před Timofejem Luněvem (14,5 s, oba SSSR) a Milanem Tošnarem (14,6 s - čs. rekord, první zprava), Světové studentské hry, Berlín 9. srpna1951

V letech před důchodem a hlavně v důchodu se dostává více času i na jeho celoživotní záliby, mimo hudby také na film a kreslení. Byl vášnivým amatérským fotografem a kameramanem. Od počátku 60. let byl zapsán v komparsním rejstříku Československého filmu. Z komparsů se mu podařilo protlačit i do dvou epizodních rolí, ve filmu Páté oddělení (1963) a v televizním seriálu Rodáci (1988). Před důchodem se vrhl na kreslení. Výtvarná výchova byla jednou z jeho specializací na Pedagogické fakultě. Po 5 let, každý týden vycházel ve Světě motorů (1979–1983) jeho seriál obrázků Rychlá kola. Zmapoval tak historii nejenom formule 1 ale také dalších sportovních a závodních vozů. V roce 1995 při oslavách Masarykova okruhu uspořádalo Technické muzeum města Brna výstavu, na které bylo vystaveno několik jeho kreseb závodních automobilů z brněnského okruhu. Po odchodu do důchodu v polovině 80. let částečně opouští Prahu. Kupují si s manželkou chalupu (domek) v Žirovnici na Vysočině, příznačně na polovině cesty mezi Prahou a Brnem. Ani zde – v dalších 15 letech – nepolevuje ve sportovním úsilí. Vštípí sportovní základy vnoučatům, Romanovi a Petře. Ta se ostatně později stává mistryní světa v korejském bojovém umění Taekwon-Do ITF a vnuk aktivně sportuje dodnes, je instruktor lyžování a trenérem Svazu lyžařů České republiky. On sám v létě plave, vesluje a jezdí na kole. Nezřídka si dopřává 50kilometrové výlety na kole. Ojezdil i nejedny „inlajny“. V zimě bruslí, „trápí“ běžky i sjezdovky. Ještě na prahu osmdesátky, v lednu 2005 byl se synem a vnukem lyžovat v italských Dolomitech. 

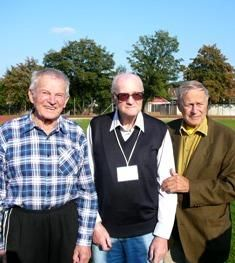
Legendy čs. překážek: zleva Alois Krul, Milan Tošnar, Jan Mrázek (Prostějov 2011)

Až v posledních 10 letech svůj životní sprint zvolňuje. Jezdí na každoroční srazy maturantů do Brna, účastní se oslav - 80 let Josefa Masopusta (2011), v prosinci 2015 setkání jubilantů armádního sportu. Chodí na atletické mítinky v Praze a je svědkem i posledního vylepšení rekordu na jeho „stodesítce“ (2010). Jezdí v pětileté periodě na Velkou cenu Prostějova (2006, 2011), kterou 5× „nad vysokými ploty“ vyhrál. Milan Tošnar zemřel 15. června 2016 po krátké nemoci ve věku 91 let. Je pohřben na smíchovském hřbitově Malvazinky.

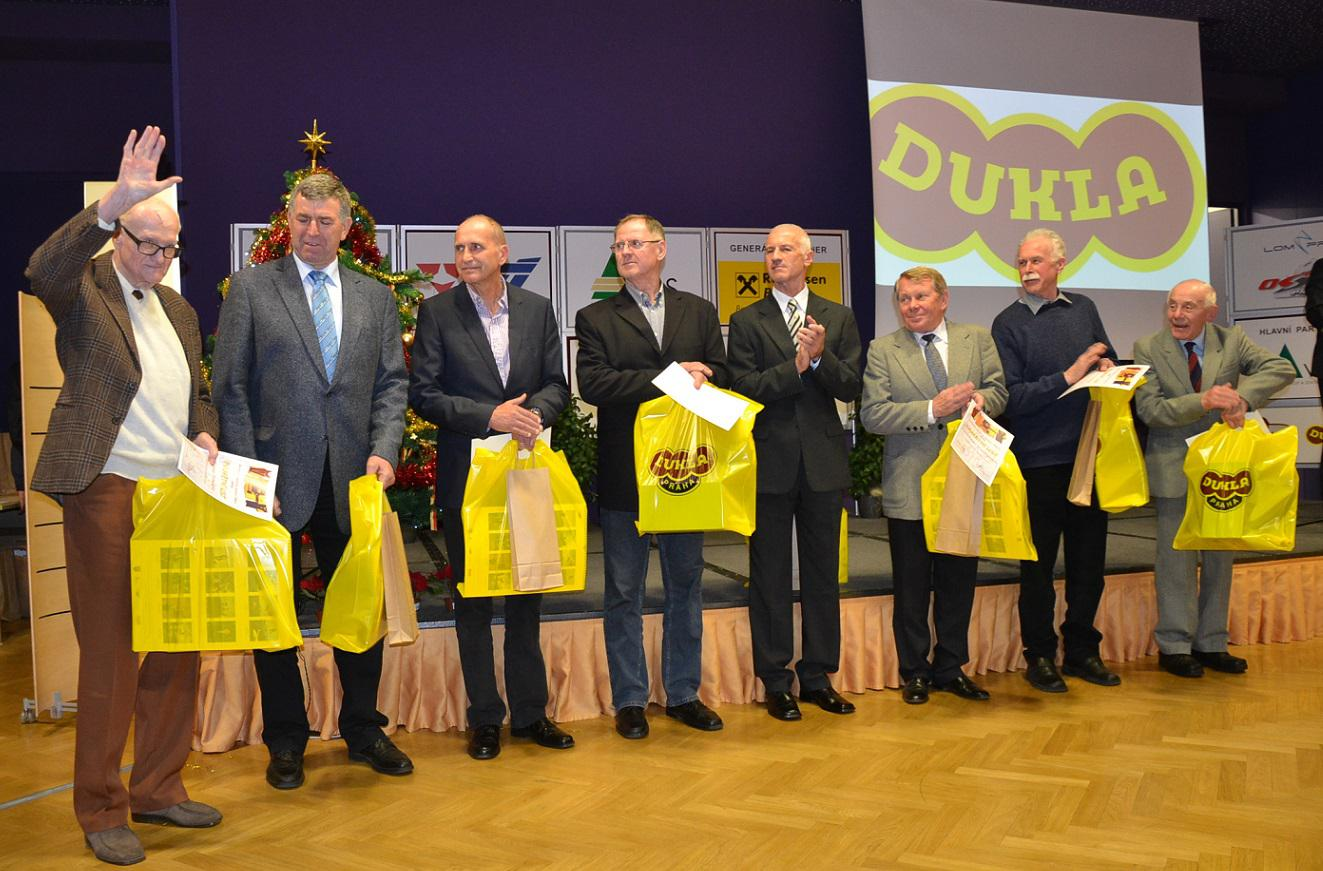
Milan Tošnar na oslavě jubilantů Dukly Praha (první zleva), Praha 2015

## Sportovní kariéra
Od dorosteneckých let se začal věnovat lehké atletice. V roce 1947 poprvé překonává československý rekord v běhu na 110 m překážek. Vytvořil celkem 11 čs. rekordů, především na oblíbené „stodesítce“, 10 x byl mistrem republiky a 24× reprezentoval ČSR (1946–1955). Byl 2× účastníkem Mistrovství Evropy (Oslo 1946, Brusel 1950) a velmi dobrých výsledků dosáhl na Světových akademických hrách (Paříž 1947, Budapešť 1949, Berlín 1951).
Pro lehkou atletiku ho objevil vedoucí dorostu Moravské Slávie František Klempa a brněnský trenér prof. Antonín Friedl, který ho trénoval (1941–1945). První závod za dorostence Moravské Slávie 28. září 1941 na 60 m př. vyhrál. Milan Tošnar působil v klubech: SK Moravská Slavia (1941–1945), VSB (Vysokoškolský sport Brno 1946–1947, trenér J. Olešovský), Sokol Královo Pole (1948), Sokol Včela Brno (1949–1950) a ATK-ÚDA-Dukla Praha (1950–1958). Po 2. světové válce v roce 1947 překonal československý rekord na 110 m př. a po 19 letech tak „vymazal“ výkon 15,2 s. legendárního „Otce“ Otakara Jandery dosažený v roce 1928. Byl prvním Čechem, který zaběhl 110 m př. pod 15 sekund. (14,9 s, Praha 2. července 1949) a za 3 týdny rekord při mezistátním utkání SSSR-ČSR vylepšil na 14,8 s (Moskva 22.7 července 1949).
Byl 10× Mistrem republiky (Mistrovství Československa mužů a žen v atletice): 6× 1946-50 a 1954 (110 m př.), 2× 1948-49 (400 m př.), 1946 (4 × 100 m), 1951 (4 × 400 m). Překonal 11 čs. rekordů: 5× na 110 m př. 15.1 -14.6 s, 3× na 200 m př. 25.5 (1946) – 24,9 (1947) - 24,8 (1949), 2× na 400 m př. 54,4 a 54,1 (1949), 1× ve štafetě 4 × 400 m 3:22,2 min (1951). V prestižní Velké ceně města Prostějova v běhu na 110 m př. zvítězil 5× (1948, 1950–1952 a 1955).
Za Československo startoval v letech (1946–1955) v 24 mezistátních utkáních, včetně 2 účastí na Mistrovství Evropy (Oslo 1946, Brusel 1950). Na evropském šampionátu v roce 1950 kolidoval s Francouzem Gilbertem Omnésem, obsadil za ním 3., první nepostupové místo a do finále nepostoupil. Úspěšný byl na Světových akademických hrách (v současnosti Universiády): 1947 – International University Games CIE, Paříž, 2. místo 110 m př. (15,2), 1949 – World Student Games UIE, Budapešť, 2. místo 110 m př. (15,1), 5. místo 400 m př. (55,8), 1951 – World Student Games UIE, Berlín, 3. místo 110 m př. (14,6). V roce 1952 byl nominován na letní olympijské hry v Helsinkách, ale na hry se kvůli známé kauze Zátopek-Jungwirth nedostal. Jeho nominace byla těsně před odletem zrušena. Byl vyškrtnut z druhého letadla společně s brněnskou oštěpařkou Libuší Cikrdlovou-Žákovou a jejich místa v letadle dostali Zátopek a Jungwirth, kteří původně měli odletět prvním letadlem. Jeho v té sezóně dosažený čas 14,8 vt., který zaběhl krátce po konání olympiády na Velké ceně v Prostějově (1952), by "pohodlně" stačil v Helsinkách na semifinále. V evropských tabulkách byl v letech 1950–1953 na 110 m př. vždy mezi prvními šesti, z toho 2 × třetí a 1 × čtvrtý.
Od roku 1951 spojuje svůj sportovní život s armádním klubem ATK, ÚDA a Dukla Praha. Aktivní sportovní dráhu po 17 letech závodění ukončil vítězstvím na 110 m př. v Jablonci nad Nisou 9. května 1958 v čase 15,4 s. Po ukončení aktivního závodění na sklonku 50. let se stává trenérem sprinterů a překážkářů Dukly Praha. Mezi jeho svěřenci byli mj. Václav Janeček, Vilém Mandlík, František Mandlík, Jiří Černošek, František Mikluščák, Milan Čečman, Ivan Čierný, Jiří Kynos atd. Pracuje rovněž v atletickém svazu ČSTV (1959–1962) jako předseda metodické komise (dnes této pozici odpovídá šéftrenér reprezentace). V roce 1960 je jako trenér účastníkem Olympijských her v Římě. Od atletiky v polovině 60. let přechází ke kopané. Stává se asistentem trenéra v Dukle Praha, zodpovědným za atletickou přípravu. S ní získává jeden z posledních titulů mistra republiky (1965/66), 2× Československý pohár (1966, 1969) a také s ní postupuje do semifinále Poháru mistrů evropských zemí (1966/67). V letech 1970–1983 pracuje ve vedení armádního sportu, na tehdejší Správě vrcholového a výkonnostního sportu Ministerstva obrany.

## Osobní nejlepší výkony
- 110 m překážek: 14,6 s, 9. srpna 1951, Berlín (ATK Praha)[8]
- 200 m překážek: 24,8 s, 17. května 1949, Brno (Sokol Včela Brno)[9]
- 400 m překážek: 54,1 s, 25. července 1949, Moskva (Sokol Včela Brno)[9]
- 100 m: 10,9 s, 1950 (Sokol Včela Brno)[19]
- 4 × 400 m štafeta: 3:22,2 min., 30. září 1951, Praha (ATK Praha)[8]

## Trenér a sportovní funkcionář
Lehká atletika
- Dukla Praha (1952–1965, hlavní trenér 1952–1956)
- předseda metodické komise atletického ústředí ČSTV (1959–1962)

Kopaná
- Dukla Praha (1965–1969, asistent trenéra)

Funkcionář
- správa vrcholového a výkonnostního sportu MO (1970–1983)

## Ocenění
- 1953: mistr sportu
- 1961: vzorný trenér

## Publikace
- Překážkové běhy / Milan Tošnar, Otakar Šťastný; obrázky nakreslil Milan Tošnar a Milan Hon; fot. H. Grundlach ... [et al.]; Praha: Sportovní a turistické nakladatelství 1962, 135 s., [24] s. fot. příl. : il., tab.[20]
- Rozestavné běhy / Milan Tošnar; obr. Milan Med a [autor]; Praha: Sportovní a turistické nakladatelství 1963, 38 s. : il., fot.[21]
- Dukla s olympijskou vlajkou / Bakalář Robert, Kotrba Jan; Tabulky sest. Milan Tošnar, Předml. : Vlastimil Řádek... [et al.] ; Praha: Naše vojsko, 1980, 293 s., [24] s. fot.: il. tab.

## Galerie

Ukázky ze seriálu Rychlá kola (Svět motorů 1979–1983)
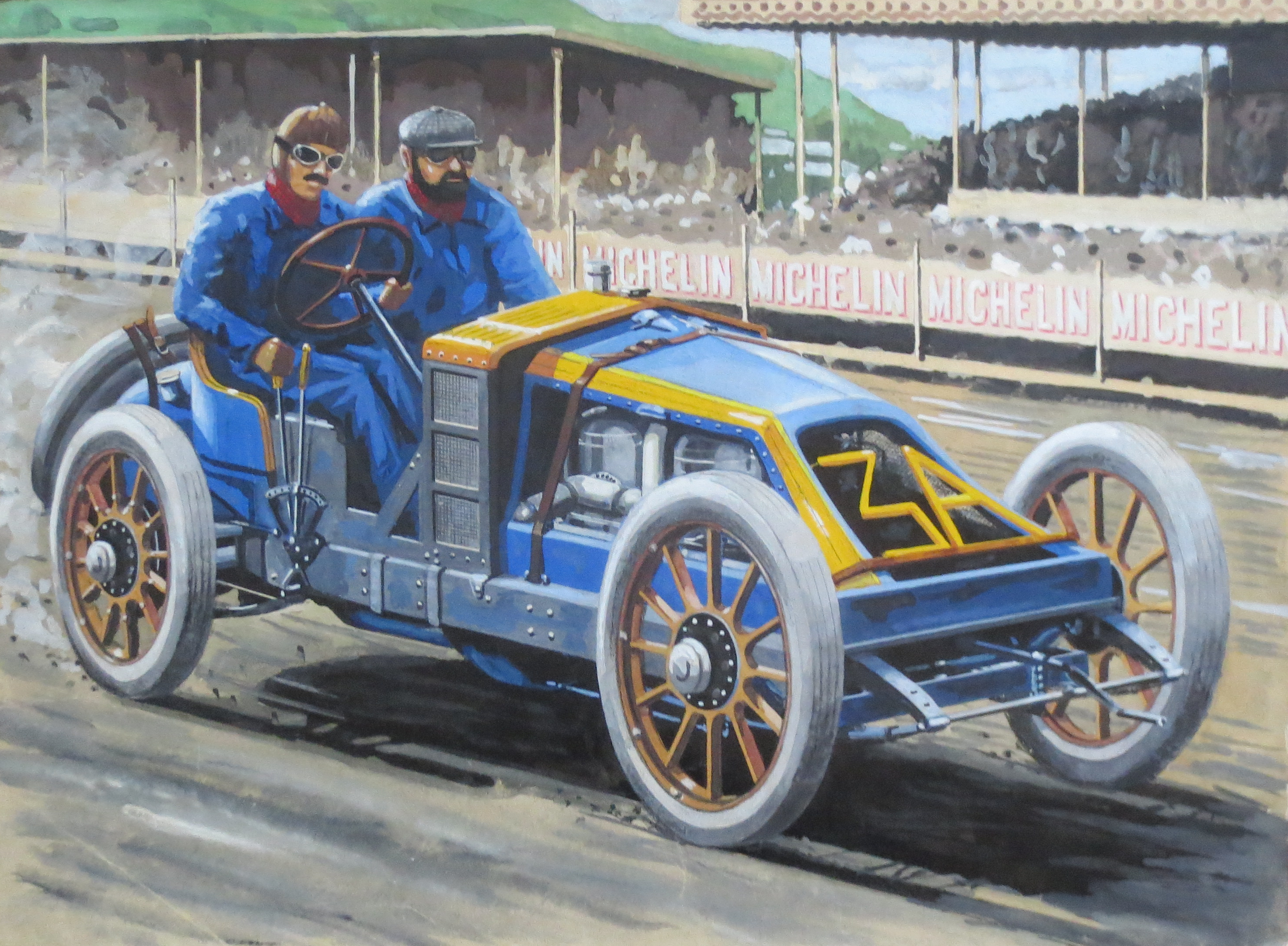
Renault AK, Ferencz Szicz, Le Mans (1906)
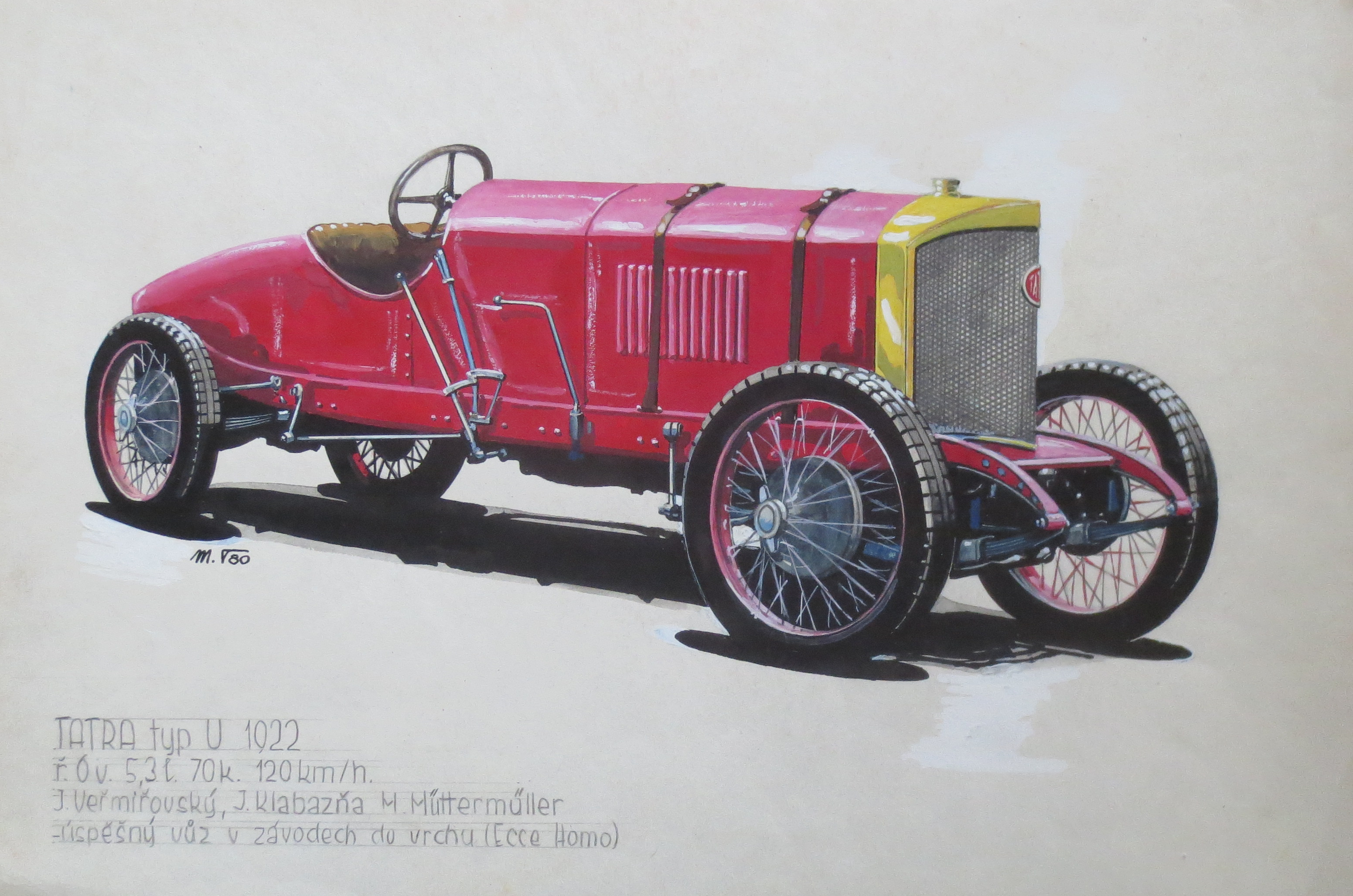
Tatra typ U, závodní, Rychard Müttermüller, Ecce Homo (1922)
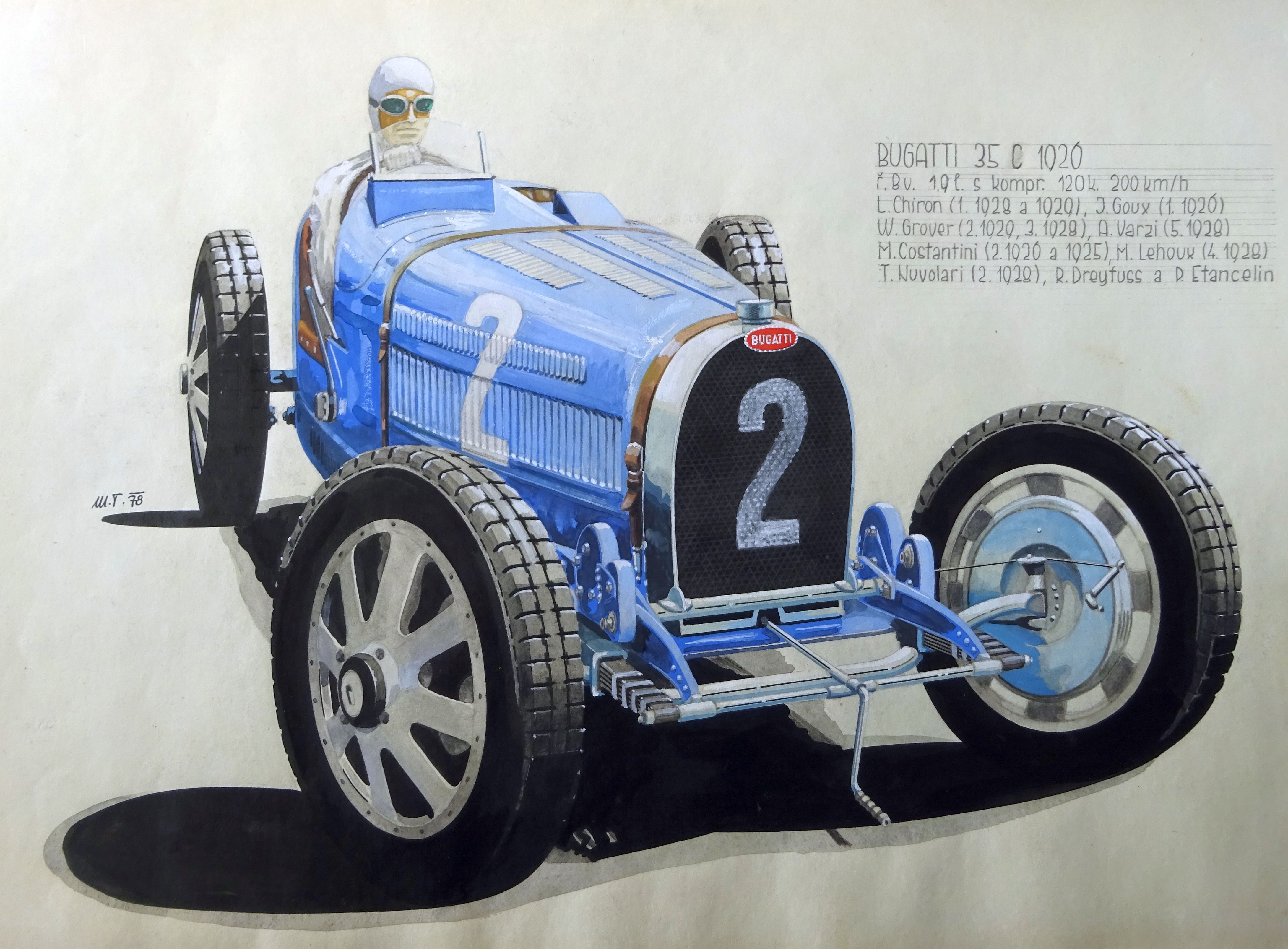
Bugatti Type 35C (1924–1931)
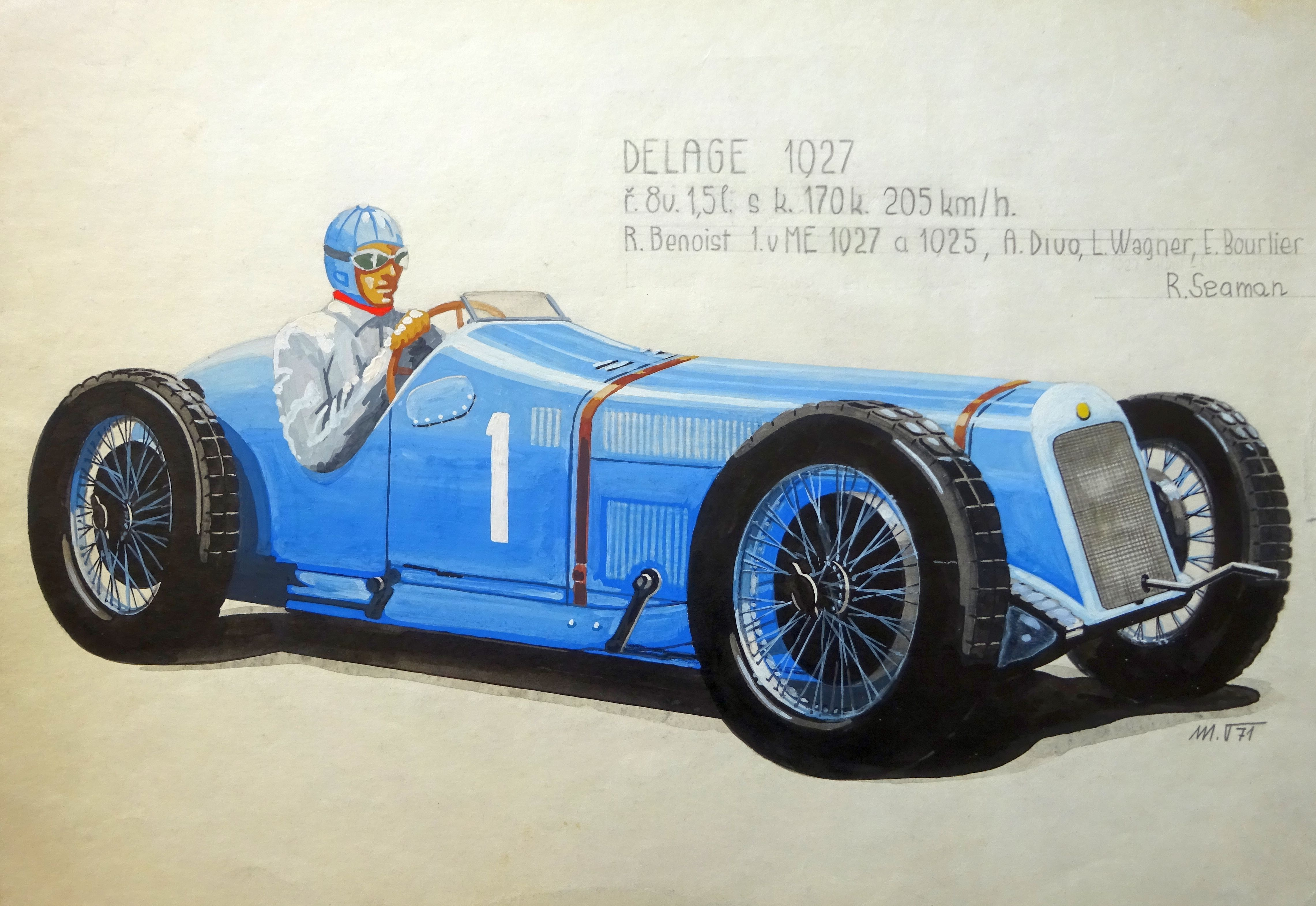
Delage 15 S 8 (1927–1936)
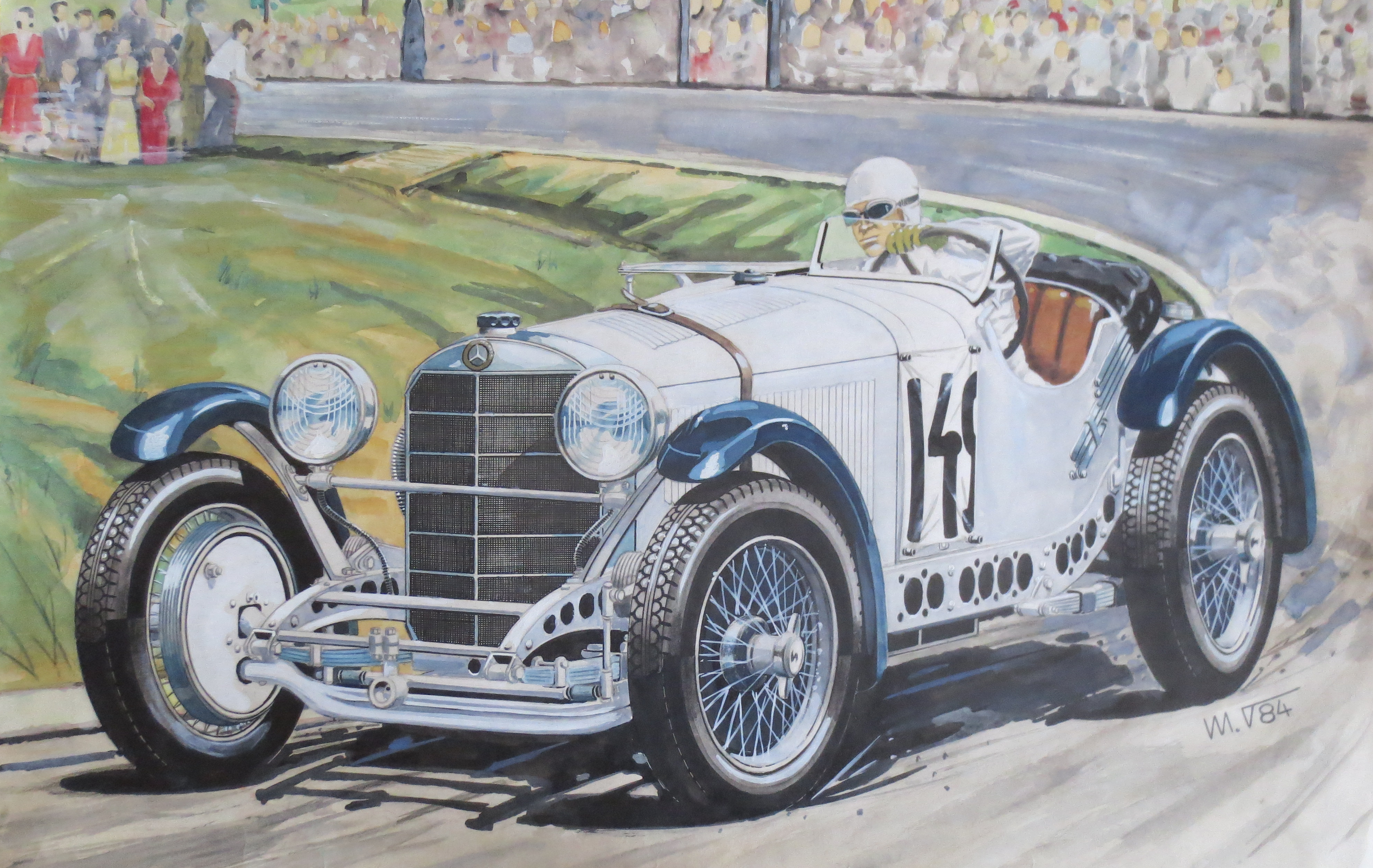
Mercedes-Benz SSKL, Rudolf Caracciola, Zbraslav-Jíloviště (1931)
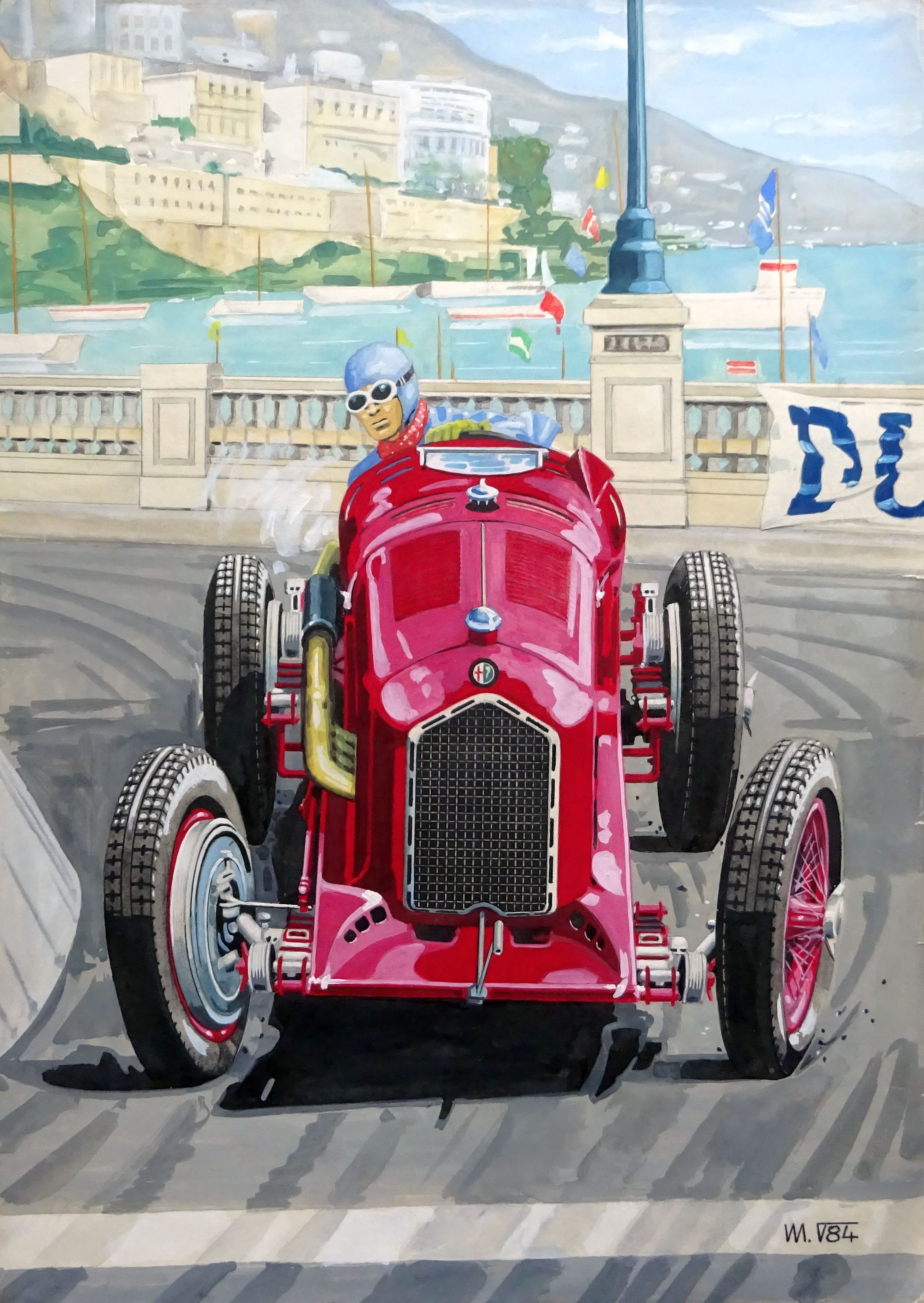
Alfa Romeo Tipo B P3, Louis Chiron, Monte Carlo (1932)
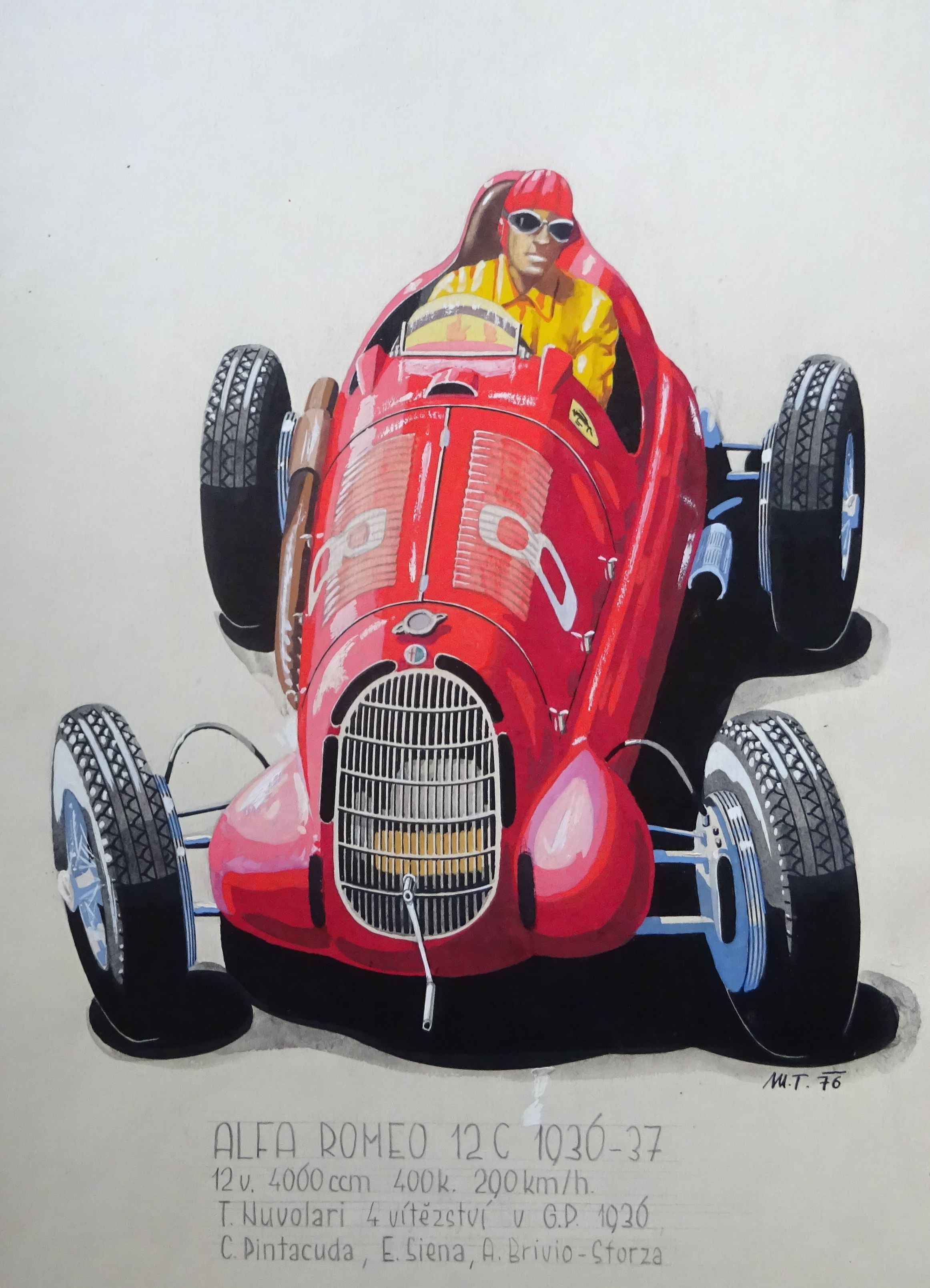
Alfa Romeo 12C-36, Tazio Nuvolari (1936)
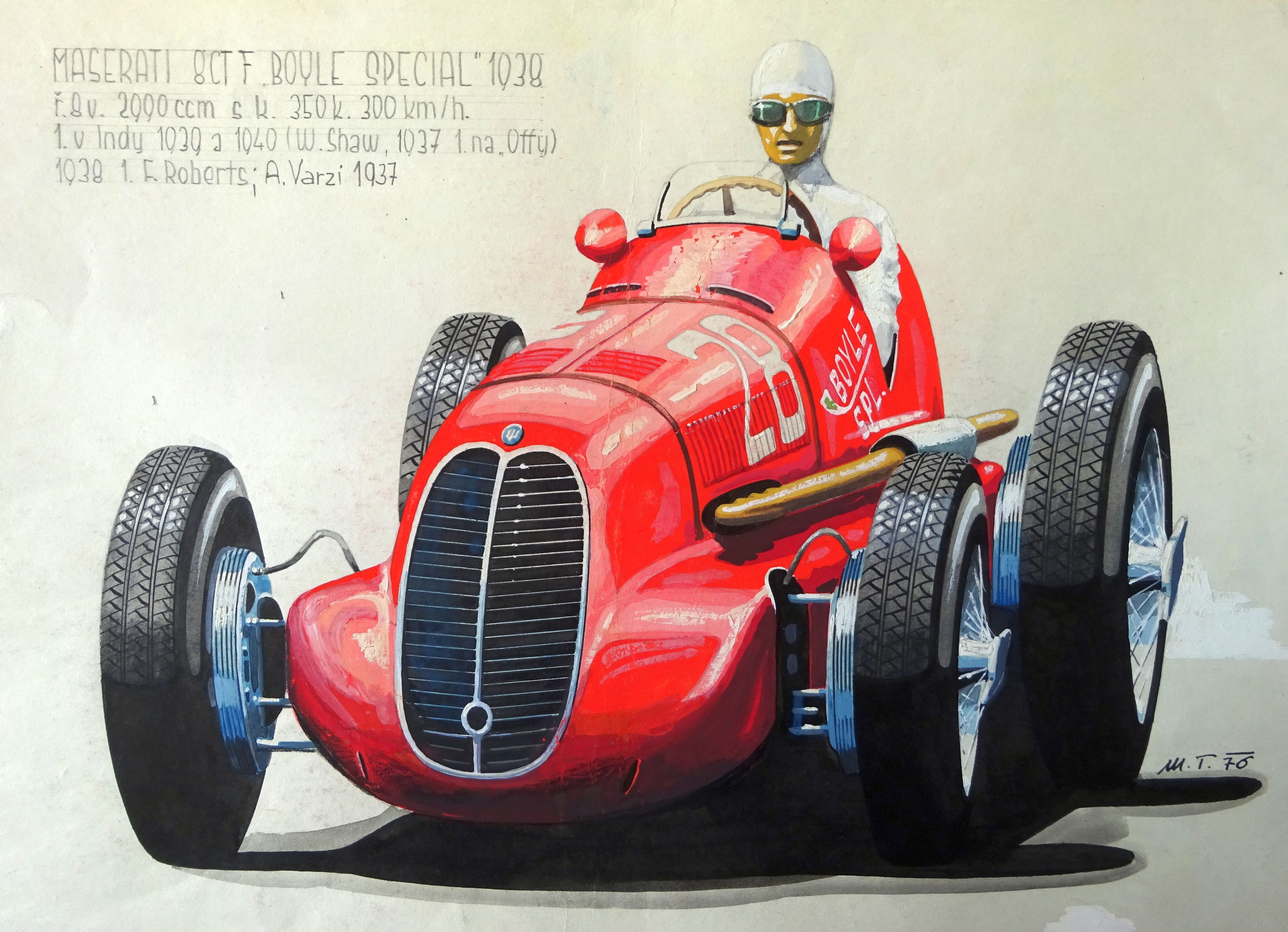
Maserati 8 CTF (1937-1939)
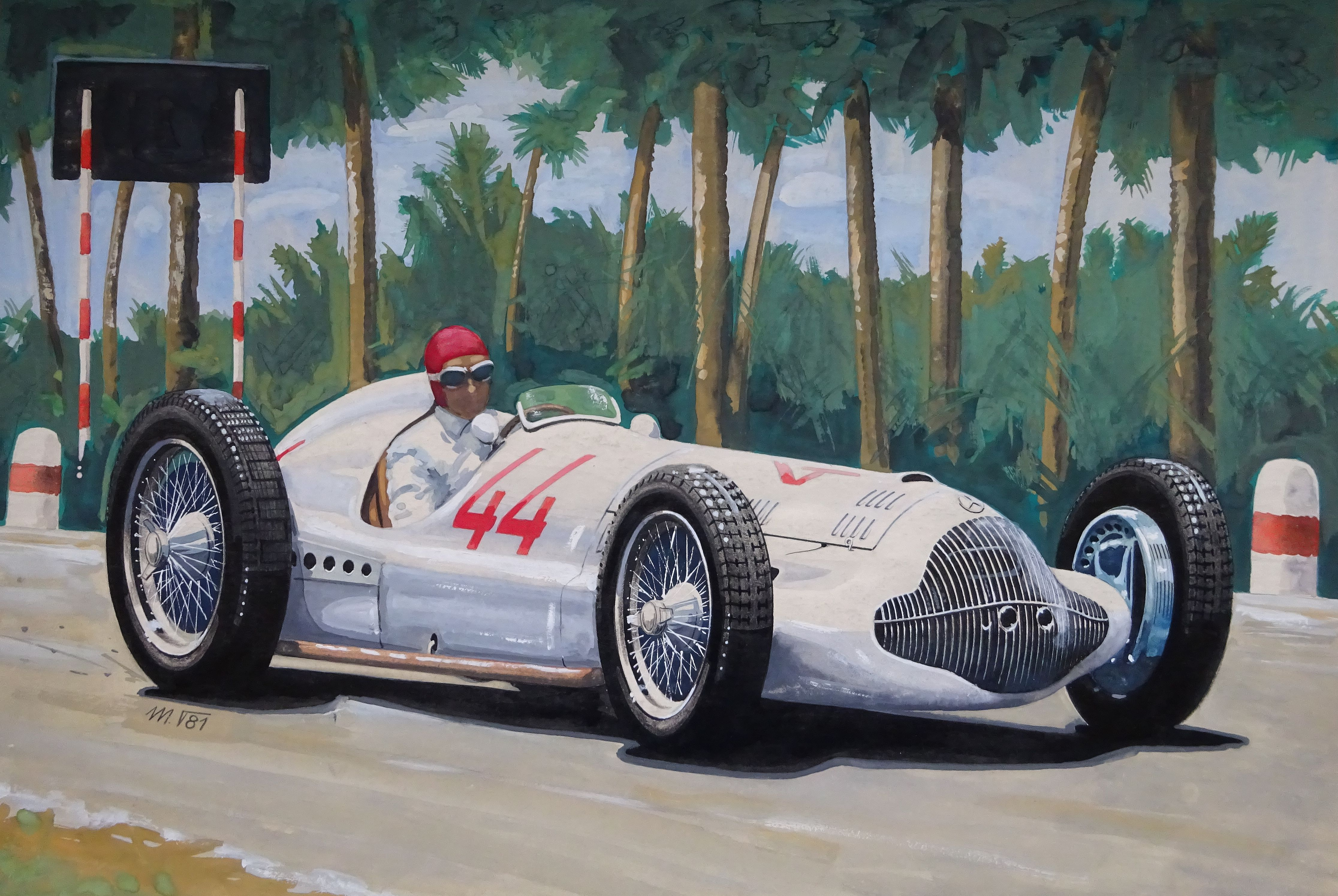
Mercedes-Benz W 154, Manfred von Brauchitsch, Tripolis (1938)
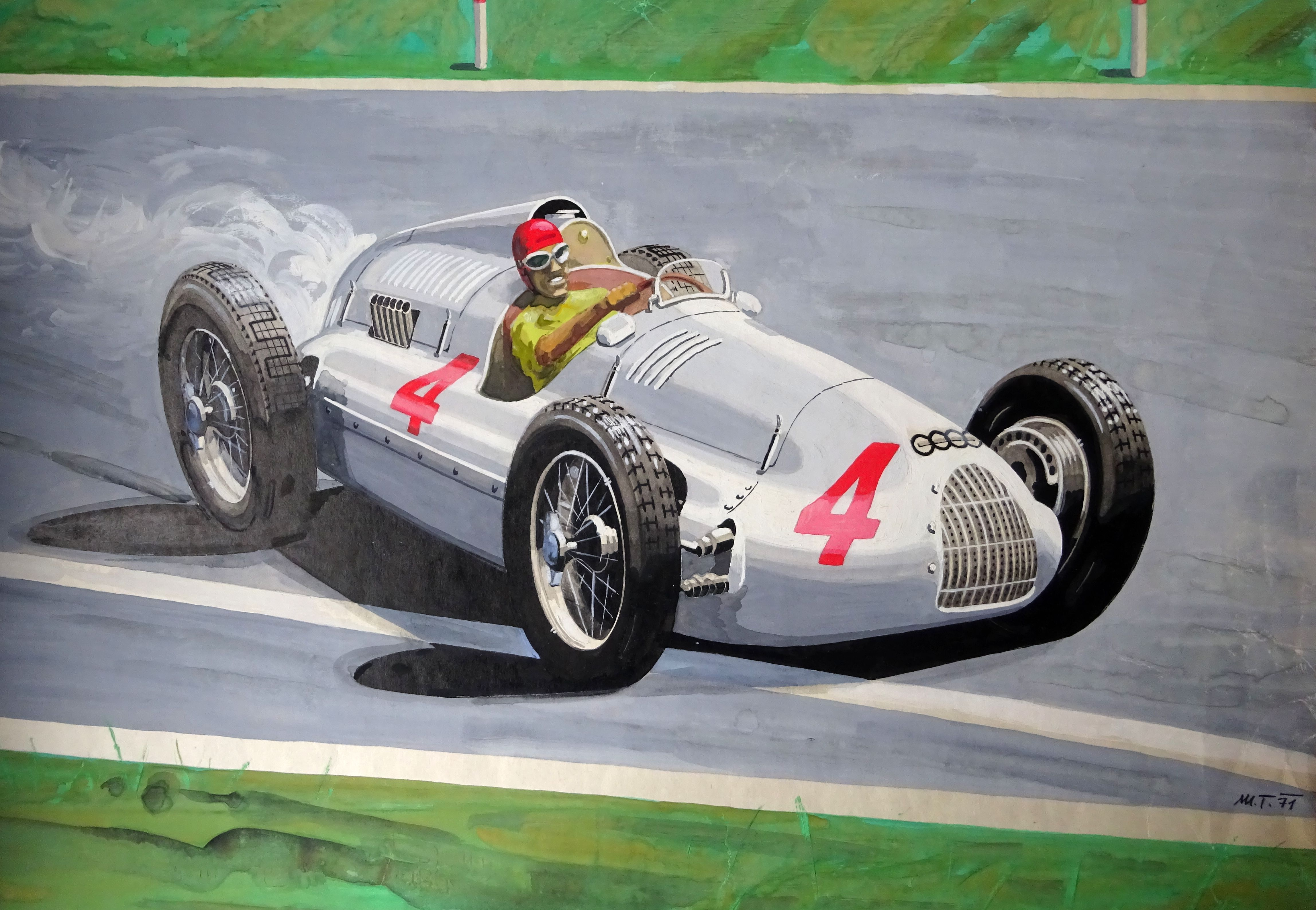
Auto Union Type D, Tazio Nuvolari, Bělehrad (1939)
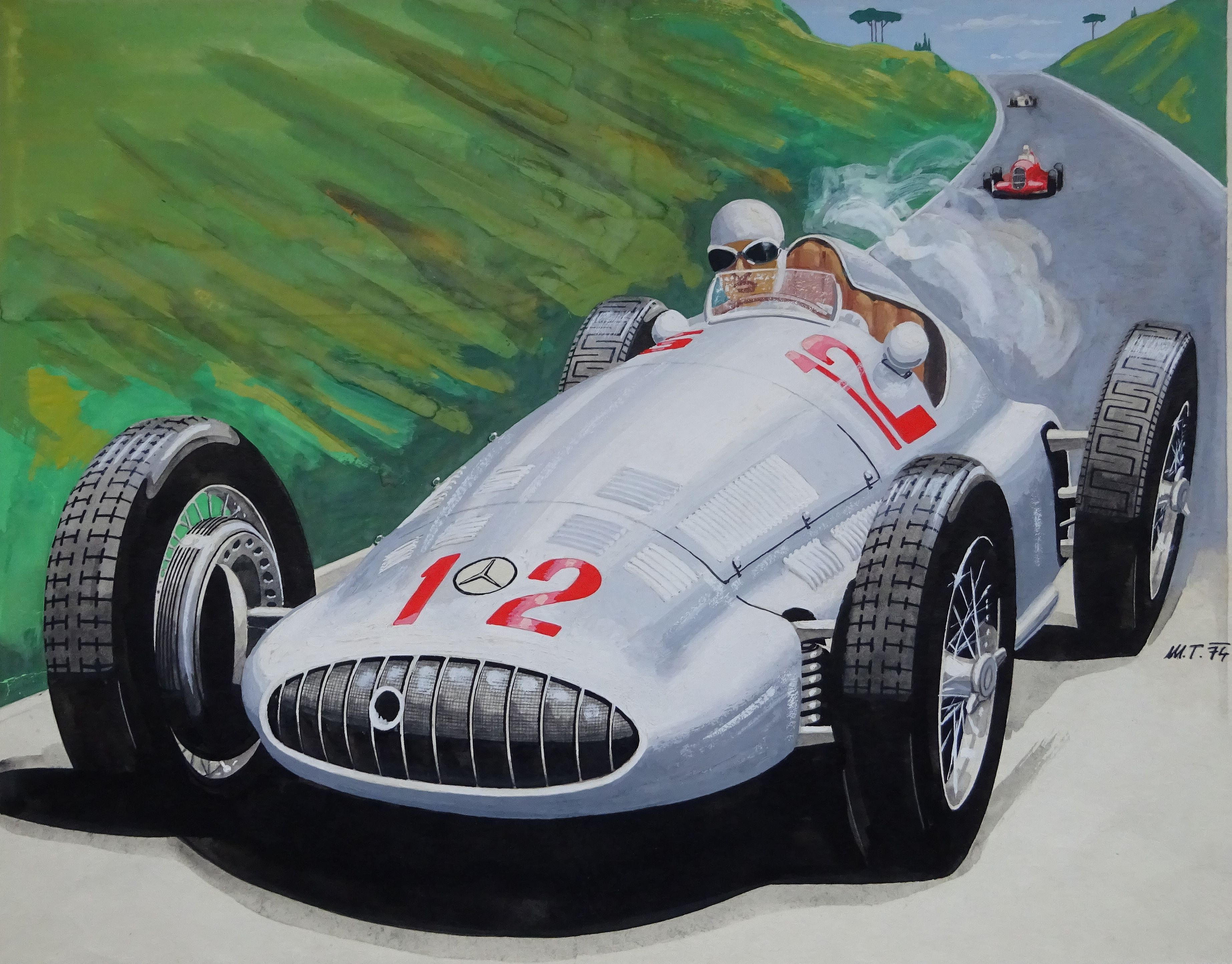
Mercedes-Benz W 165 (Tripolis 1939)
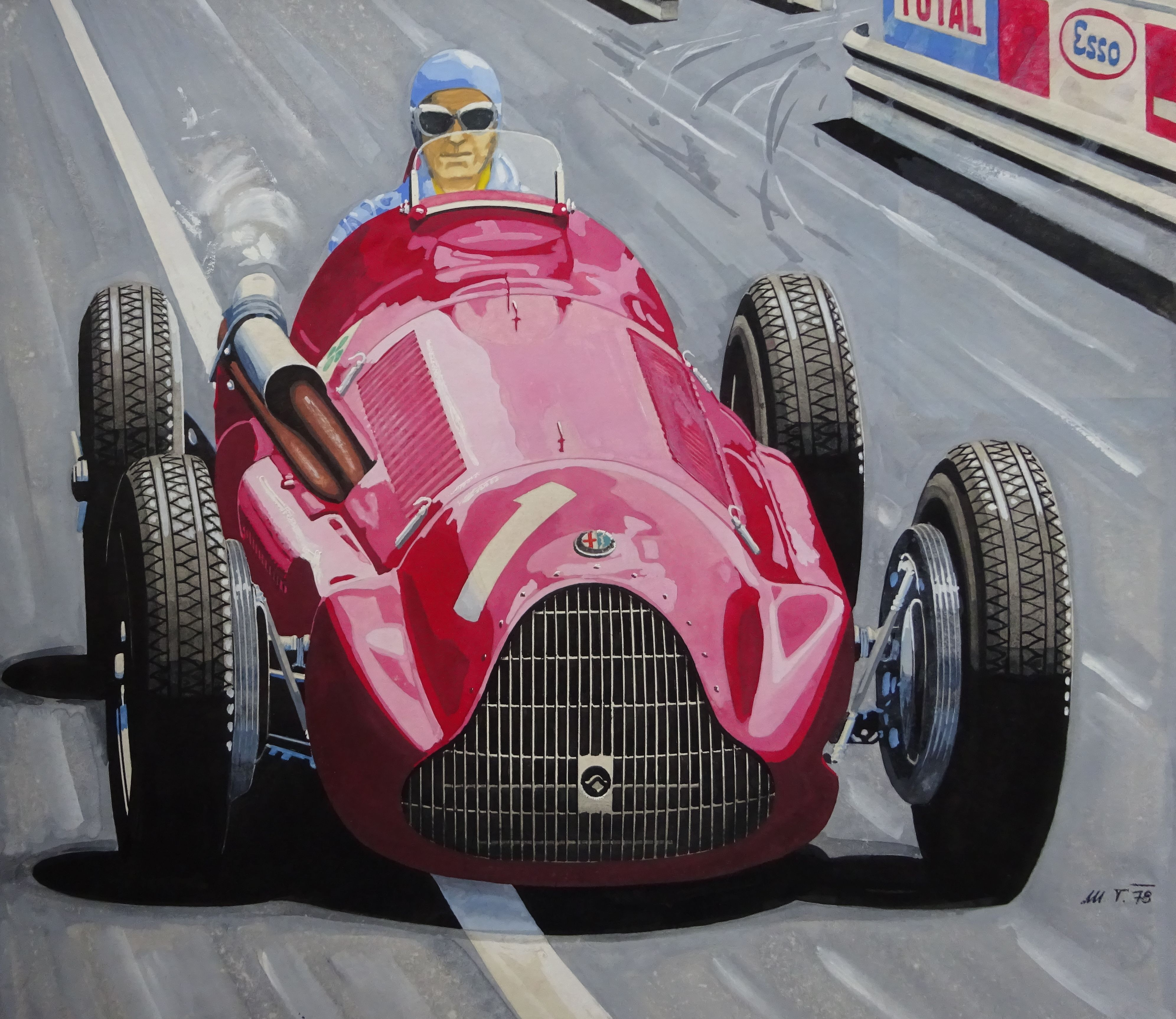
Alfa Romeo 158 Alfetta
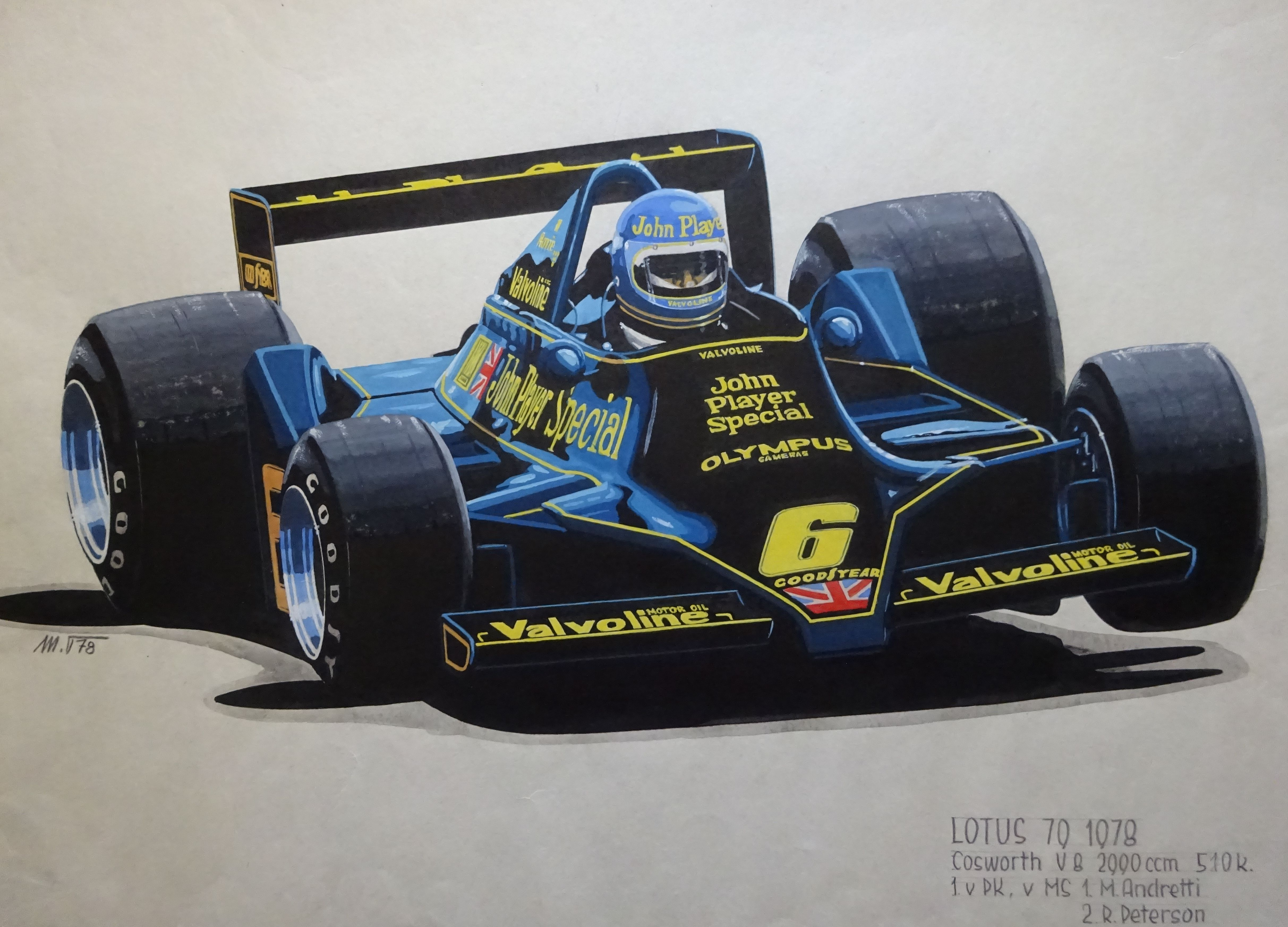
Lotus 79, R. Peterson (1978)